# 阿尔科泽卢
阿尔科泽卢是葡萄牙波尔图区的一个堂区。总面积7.82平方公里，总人口12393人，人口密度1584.8人/平方公里。